# كبمبة وتدية الشكل
كبمبة وتدية الشكل (الاسم العلمي:Cabomba paliformis) هي نوع من النباتات تتبع جنس الكابومبا من الفصيلة النيلوفرية.